# 中国海滩 (旧金山)

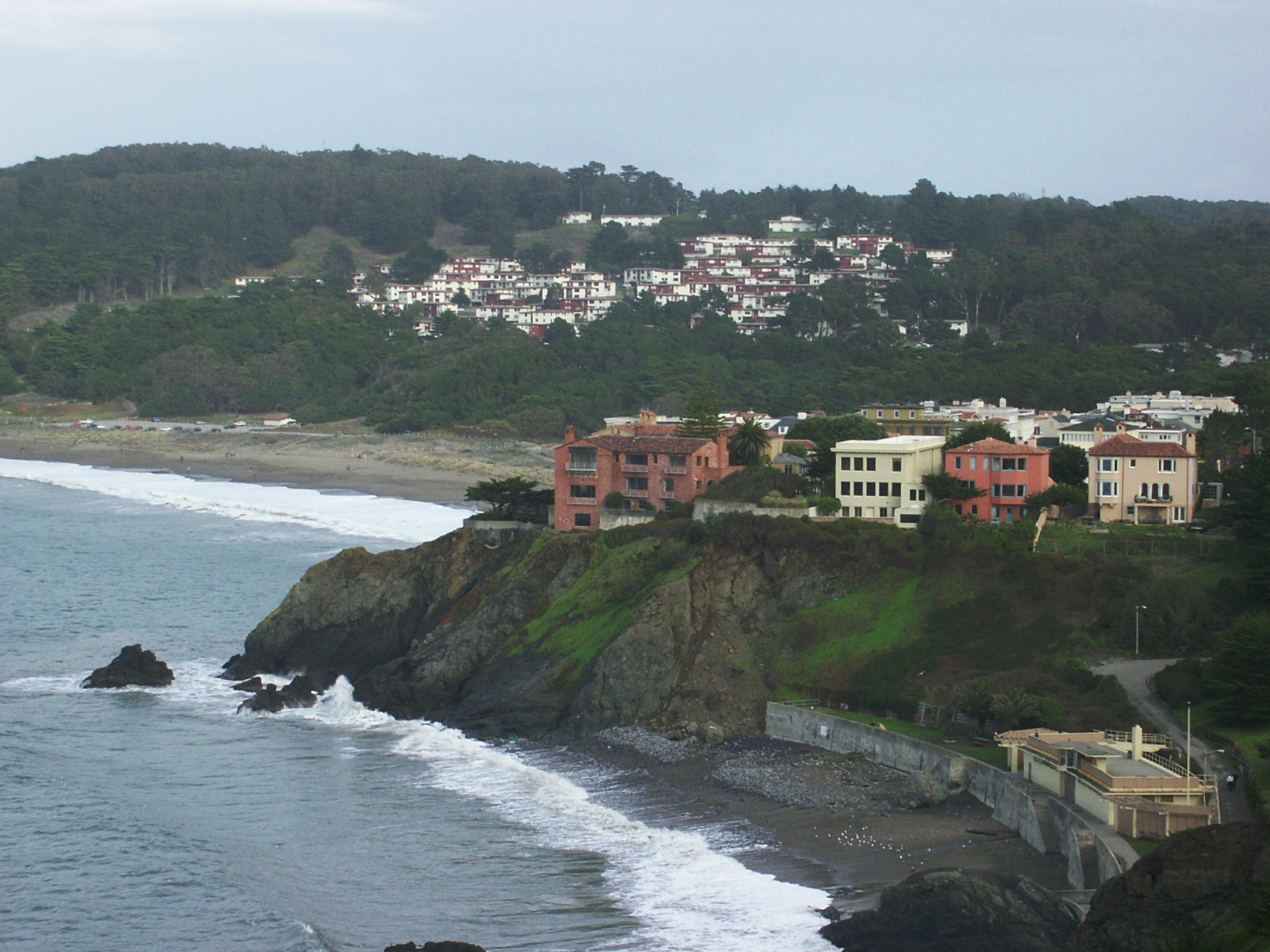
图中前部有防波堤的地方即为中国海滩，远处为贝克海滩。

中国海滩（英語：China Beach）是美国加利福尼亚州旧金山海崖区的一处小海滩，地处贝克海滩与兰兹角之间，属于金门国家休闲区的一部分。该地由于19世纪中国劳工在此登陆而逐渐成为华人的集散地，故称“中国海滩”。20世纪80年代，经美国国会批准，海滩永久命名为“中国海滩”。现该地建有纪念华工的纪念碑。